# Criança mimada

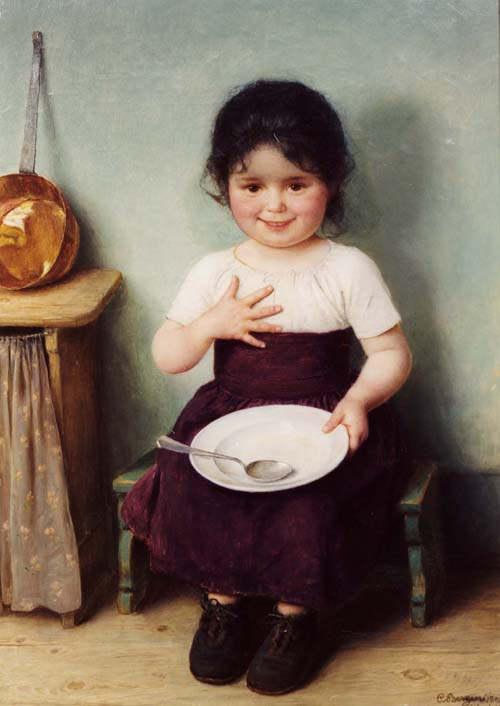
Menina sentada segurando um prato vasio

Uma criança mimada ou moleque mimado é um termo depreciativo destinado a crianças que apresentam problemas comportamentais por serem excessivamente indulgentes com seus pais ou outros cuidadores. Crianças e adolescentes que são vistos como mimados podem ser descritos como "excessivos", "grandiosos", "narcisistas" ou "egocêntricos-regredidos". É importante levar em consideração a percepção, porque quando a criança tem uma condição neurológica como autismo, TDAH ou deficiência intelectual, os observadores podem julgá-la como "mimada" sem entender o quadro todo. Não existe uma definição científica aceita do que significa "mimado", e os profissionais geralmente não estão dispostos a usar o rótulo, porque é considerado vago e depreciativo. Ser mimado não é reconhecido como um transtorno mental em nenhum dos manuais médicos, como o CID-10 ou o DSM-IV, ou seu sucessor, o DSM-5.

## Como síndrome
Richard Weaver, em seu trabalho Ideas Have Consequences, introduziu o termo "psicologia da criança mimada" em 1948. Em 1989, Bruce McIntosh cunhou o termo "síndrome da criança mimada". A síndrome é caracterizada por "comportamento excessivo, egocêntrico e imaturo". Isso inclui falta de consideração por outras pessoas, ataques de raiva repetidos, incapacidade de lidar com a recompensa diferida, demandas por ter o seu próprio caminho, obstrução e manipulação para seguir o seu caminho. McIntosh atribuiu a síndrome à "falha dos pais em impor limites consistentes e adequados à idade", mas outros, como Aylward, observam que o temperamento é provavelmente um fator contribuinte. É importante notar que as birras são recorrentes. McIntosh observa que "muitos dos comportamentos problemáticos que causam preocupação dos pais não estão relacionados à birra, como entendidos adequadamente". As crianças podem ter birras ocasionais sem que caiam sob o rótulo de "mimadas". Casos extremos de síndrome infantil mimada, ao contrário, envolverão birras frequentes, agressão física, desafio, comportamento destrutivo e recusa em cumprir até as simples exigências das tarefas diárias. Isso pode ser semelhante ao perfil de crianças diagnosticadas com Evitação Patológica à Demanda, que faz parte do espectro do autismo.

## Causas potenciais
- Falha dos pais em impor limites consistentes e adequados à idade.[6]
- Pais protegendo a criança das frustrações cotidianas normais.[6]
- Fornecimento de presentes materiais excessivos, mesmo quando a criança não se comportou adequadamente.[6]
- Modelos inadequados fornecidos pelos pais.[6]
- No entanto, deficiências sociais, como autismo, ODD, TDAH e PDA, não são evidências de uma criança ser mimada.

## Diagnóstico diferencial
Crianças com problemas médicos ou de saúde mental subjacentes podem apresentar alguns dos sintomas. De fato, onde as dificuldades não são predicadas no nexo entre pais e filhos, muitos pais amorosos podem ser julgados como "mimados" em vez de afirmados. Os distúrbios da fala ou audição e o déficit de atenção podem levar a criança a não entender os limites estabelecidos pelos pais. As crianças que sofreram recentemente um evento estressante, como a separação dos pais (divórcio) ou o nascimento ou a morte de um parente próximo, também podem exibir alguns ou todos os sintomas. Filhos de pais que têm transtornos psiquiátricos podem manifestar alguns dos sintomas, porque os pais se comportam de maneira irregular, às vezes deixando de perceber o comportamento de seus filhos corretamente e, portanto, deixam de definir adequada ou consistentemente os limites do comportamento normal para eles.

### Prevenção
Os pais podem buscar conselhos, apoio e incentivo para capacitá-los na paternidade de diversas fontes.

### Tratamento
O tratamento por um médico envolve a avaliação da competência dos pais e se os pais estabelecem limites de maneira correta e consistente. Os médicos devem descartar disfunções na família, encaminhando famílias disfuncionais para terapia familiar e pais disfuncionais para o treinamento de habilidades parentais, e aconselhar os pais nos métodos para modificar o comportamento de seus filhos.

## Bebês
Na primeira infância, um bebê sinaliza desejo por comida, contato e conforto chorando. Esse comportamento deve ser visto como um sinal de perigo, indicando que alguma necessidade biológica não está sendo atendida. Embora os pais às vezes se preocupem em mimar seus filhos, dando-lhes muita atenção, especialistas em desenvolvimento infantil sustentam que os bebês não podem ser mimados nos primeiros seis meses de vida. Durante o primeiro ano, as crianças estão desenvolvendo um senso de confiança e apego básicos. Em geral, quanto mais atenção e cuidado eles recebem de seus pais, melhor.

## Filhos únicos
Alfred Adler (1870–1937) acreditava que "filhos únicos" provavelmente apresentariam uma variedade de problemas em sua situação. Adler teorizou que, como os filhos únicos não têm rivais pelo carinho de seus pais, eles serão mimados e mimados, principalmente pela mãe. Ele sugeriu que isso poderia mais tarde causar dificuldades interpessoais se a pessoa não fosse universalmente apreciada e admirada.
Uma revisão quantitativa de 1987 de 141 estudos sobre dezesseis traços diferentes de personalidade contradiz a teoria de Adler. Esta pesquisa não encontrou evidências de qualquer "birra" ou outro padrão de desajuste em apenas crianças. A principal descoberta foi que apenas as crianças não são muito diferentes das crianças com irmãos. A principal exceção a isso foi a constatação de que apenas as crianças geralmente têm maior motivação para realizar conquistas. Uma segunda análise revelou que apenas crianças, primogênitos e crianças com apenas um irmão obtêm uma pontuação mais alta nos testes de habilidade verbal do que nascidos mais tarde e crianças com vários irmãos.

## Vida posterior
Birra na primeira infância tende a criar reações características que persistem, fixas, na vida adulta. Isso pode causar problemas sociais significativos. As crianças mimadas podem ter dificuldade em lidar com situações como professores repreendendo-as ou recusando-se a conceder extensões nas tarefas de casa, colegas de brincadeira recusando-se a brincar com seus brinquedos e companheiros de brincadeira recusando encontros com eles, perda de amigos, fracasso no emprego e fracasso com relacionamentos pessoais. Quando adultos, crianças mimadas podem ter problemas com controle de raiva, profissionalismo e relacionamentos pessoais; foi observado um vínculo com a psicopatia do adulto.